# Rahsaan Bahati
Rahsaan Bahati (né le 13 février 1982 à Lynwood) est un coureur cycliste américain. En 2010, il crée sa propre équipe Ouch-Bahati Foundation, afin de promouvoir la Bahati Foundation : elle est sponsorisée par Colorado Premier Training et RAHA Sports Management.

## Biographie
Bon sprinter, Rahsaan Bahati a notamment remporté le championnat des États-unis des critériums en 2008.

## Palmarès
- 2000
  -  Champion des États-Unis sur route juniors
  -  Champion des États-Unis du critérium juniors
  - 2e, 3e et 7e étapes du Tour de l'Abitibi
  - 3e du Manhattan Beach Grand Prix
- 2001
  - 3e du Manhattan Beach Grand Prix
- 2003
  - 2e du Manhattan Beach Grand Prix
- 2006
  - 4e étape du Tour of the Gila
- 2007
  - CSC Invitational
  - 3e étape de la Valley of the Sun Stage Race
  - Manhattan Beach Grand Prix
- 2008
  -  Champion des États-Unis du critérium
  - Athens Twilight Criterium
  - Manhattan Beach Grand Prix
  - 2e et 5e étapes de l'International Cycling Classic
  - 2e de la Harlem Skyscraper Classic
  - 3e du Tour de Murrieta
- 2009
  - 1re étape de la McLane Pacific Classic
  - Manhattan Beach Grand Prix
  - 3e du Tour de Murrieta
- 2010
  - 3e et 7e étapes du Tour of America's Dairyland
- 2011
  - 2e étape du Tour de Murrieta
  - 4e étape du Tour of America's Dairyland
  - 2e du Dana Point Grand Prix
  - 2e du Tour de Nez
  - 3e du Sunny King Criterium
- 2012
  - 11e étape du Tour of America's Dairyland
- 2013
  - Gateway Cup :
    - Classement général
    - 1re étape
- 2014
  - 3e étape du Tour de Murrieta
- 2015
  - 4e étape de l'Intelligentsia Cup

## Classements mondiaux
| Année            | 2005 | 2006 | 2007 | 2008   |
| ---------------- | ---- | ---- | ---- | ------ |
| UCI America Tour | 287e |      |      |        |
| UCI Europe Tour  |      |      |      | 1 198e |